# Зверинка (приток Кременки)
Зверинка — река в России, протекает по Лужскому району Ленинградской области. Устье реки находится в 12 км по правому берегу реки Кременки. Длина реки составляет 16 км.
Система водного объекта: Кременка → Оредеж → Луга → Балтийское море.

## Данные водного реестра
По данным государственного водного реестра России относится к Балтийскому бассейновому округу, водохозяйственный участок реки — Луга, речной подбассейн у реки отсутствует. Относится к речному бассейну реки Нарва (российская часть бассейна).
Код объекта в государственном водном реестре — 01030000512102000025941.